# Psychrolutes
Psychrolutes is een geslacht van straalvinnige vissen uit de familie van psychrolutiden (Psychrolutidae). Het geslacht is voor het eerst wetenschappelijk beschreven in 1861 door Guenther.

## Soorten
De volgende soorten zijn bij het geslacht ingedeeld:
- Psychrolutes inermis (Vaillant, 1888)
- Psychrolutes macrocephalus (Gilchrist, 1904)
- Psychrolutes marcidus McCulloch, 1926 – Blobvis
- Psychrolutes marmoratus (Gill, 1889)
- Psychrolutes microporos Nelson, 1995
- Psychrolutes occidentalis Fricke, 1990
- Psychrolutes paradoxus Günther, 1861
- Psychrolutes phrictus Stein & Bond, 1978
- Psychrolutes sigalutes (Jordan & Starks, 1895)
- Psychrolutes sio Nelson, 1980
- Psychrolutes subspinosus (Jensen, 1902)